# Deutsche Evangelische Kirchenkonferenz
Die Deutsche Evangelische Kirchenkonferenz (auch Eisenacher Konferenz oder Eisenacher Kirchenkonferenz) war eine von 1852 bis 1921 bestehende Institution, in der die Leitungen der evangelischen Landeskirchen im Deutschen Bund bzw. im Deutschen Reich (auch nach 1866 noch unter Einbeziehung Österreichs) gemeinsame Projekte koordinierten.

## Vorgeschichte
Nach dem Untergang des Heiligen Römischen Reiches bestand auch das Corpus Evangelicorum nicht mehr, das eine gemeinsame Beratung der evangelischen Reichsstände ermöglicht hatte. In der Mitte des 19. Jahrhunderts wuchs angesichts der zunehmenden Verselbständigung der Kirchen vom Staat das Interesse an einer Neubelebung solch eines gemeinsamen Beratungsgremiums. Im Januar und Februar 1846 fand erstmals auf Einladung von Preußen und Württemberg eine von 26 obersten Kirchenbehörden beschickte Konferenz in Berlin statt, in deren Vorfeld von Carl Ullmann erstmals der Gedanke einer engeren Verbindung der Landeskirchen lanciert wurde. Die Konferenz selbst verabredete zwar eine Fortsetzung der Konsultationen, blieb jedoch sehr zögerlich in der Umsetzung.
Das Revolutionsjahr 1848 brachte zunächst einen starken Aufschwung der nationalkirchlichen Pläne. Der erste Deutsche Evangelische Kirchentag im September 1848 war eine freie Konferenz evangelischer Notabeln, die auf die Schaffung eines evangelischen Kirchenbundes zielte. Auch diese Versammlungen wurden zwar (bis 1872) fortgesetzt, gaben das Ziel eines Zusammenschlusses der einzelnen Landeskirchen aber bald wieder auf. Damit gewann die Idee einer Kooperation der Kirchenleitungen neue Aktualität. Am Rande des Kirchentags in Elberfeld 1851 vereinbarten acht Kirchenregierungen die Gründung einer periodisch tagenden Kirchenkonferenz, die sich am 3. Juni 1852 in Eisenach konstituierte. Hier waren schon 24 Kirchenregierungen beteiligt, später die aller Bundesstaaten des Deutschen Bundes einschließlich Österreichs.

## Wirksamkeit
Die seit 1855 alle zwei Jahre in Eisenach tagenden Konferenzen konnten keine bindenden Beschlüsse fällen; ihre Empfehlungen wurden aber in der Regel von den meisten Kirchenregierungen umgesetzt. Diskutiert wurde über Fragen, in denen ein gemeinsames Auftreten der evangelischen Kirchen in Deutschland wünschenswert erschien. Das erste Projekt war 1853 die Sammlung eines Bestandes von 150 Kernliedern, die Grundlage eines gemeinsamen Gesangbuches werden sollten. Da aber alle Landeskirchen an ihren Gesangbüchern festhalten wollten, wurde dies erst 1915 mit dem Deutschen Evangelischen Gesangbuch, einem Gesangbuch für die deutschsprachigen Auslandsgemeinden, verwirklicht. Die Unterstützung der deutschen Auslandsdiaspora stand immer auf der Tagesordnung der Konferenz, wurde aber überwiegend von der preußischen Landeskirche wahrgenommen. Großen Einfluss hatte dagegen das Eisenacher Regulativ von 1861, in dem neugotische oder neuromanische Formen für den Kirchenbau vorgeschrieben wurden. 1884 wurde eine gemeinsame Textfassung von Martin Luthers Kleinem Katechismus verabschiedet, 1892 nach langen Vorarbeiten ein revidierter Text der Lutherbibel. Von 1888 bis 1896 wurde an einer Neuordnung der Perikopenordnung gearbeitet. Gemeinsam getragen wurde auch das 1900 gegründete Deutsche Evangelische Institut für Altertumswissenschaft des Heiligen Landes.
Das offizielle Organ der Konferenz war das Allgemeine Kirchenblatt für das evangelische Deutschland, in dem die Referate, Protokolle und Denkschriften veröffentlicht wurden.
Bestrebungen Preußens, den Zusammenschluss zu vertiefen, scheiterten nach dem Deutschen Krieg von 1866 zunächst an der Abwehr des konfessionellen Luthertums. Erst zum Beginn des 20. Jahrhunderts konnte Kaiser Wilhelm II. erreichen, dass sich 1903 als Exekutivorgan ein jährlich tagender Deutscher Evangelischer Kirchenausschuss mit erweiterten Kompetenzen bilden konnte. Die Kirchenkonferenzen tagten noch weiter bis 1921, das Machtzentrum war aber nun der Kirchenausschuss. Er führte auch die Verhandlungen, die zur Gründung des Deutschen Evangelischen Kirchenbundes führten, durch den die Deutsche Evangelische Kirchenkonferenz 1922 abgelöst wurde.

## Einzelnachweis
1. ↑  J. F. Gerhard Goeters: Die deutsche Evangelische Kirchenkonferenz in Berlin im Frühjahr 1846. In:  J. F. Gerhard Goeters, Rudolf Mau (Hrsg.): Die Geschichte der Evangelischen Kirche der Union. Bd. 1: Die Anfänge der Union unter landesherrlichem Kirchenregiment (1817–1850). Leipzig 1992, S. 338–341.